# Dave Green (director)
Dave Green (nacido en 1983) es un director de cine y vídeos musicales estadounidense, que hizo su debut como director con la película de 2014 Tierra de eco , y luego dirigió la película de 2016, Teenage Mutant Ninja Turtles: Fuera de las sombras.

## Carrera

### Tierra a Ecco
Green fue alistado para hacer su debut como director con una película de aventuras de ciencia ficción titulada Tierra a Echo por Walt Disney Pictures el 22 de mayo de 2012. La película fue lanzada el 2 de julio de 2014, recaudando más de $ 45 millones.

### Teenage Mutant Ninja Turtles
El 4 de diciembre de 2014, Green fue establecido por Paramount Pictures para dirigir Teenage Mutant Ninja Turtles: Out of the Shadows, una secuela de la 2014 película de las Tortugas Ninja , dirigida por Jonathan Liebesman , que recaudó $ 493 millones en el mundo.
La filmación comenzó en abril de 2015, en la ciudad de Nueva York y Buffalo .
La cinta fue estrenada el 3 de mayo de 2016 y recibió críticas mixtas por parte de los críticos y buenas por parte del público.

## Filmografía

### Director
- Tierra de eco (2014)
- Teenage Mutant Ninja Turtles: Fuera de las Sombras (2016)

### Equipo misceláneo
- Spider-Man 3 (2007) - (asistente: Mr. Curtis - como David Green)
- Spider-Man 2 (2004) - (asistente de producción - como David Green)
- Cruel Game (2002) - (asistente de producción - como David Green)

### Cámara y Departamento Eléctrico
- Menor Estrellas - (Serie de TV) - (operador de cámara - 3 episodios)